# Carl Julius Fintelmann
Carl Julius Fintelmann (* 20. September 1794 in Berlin; † 24. Juni 1866 in Charlottenburg) war ein vor allem in Potsdam tätiger Königlicher Hofgärtner. 

## Leben und Wirken
Der aus einer Gärtnerdynastie stammende Carl Fintelmann war der Sohn des Berliner Handelsgärtners Friedrich Wilhelm Julius Fintelmann (1766–1816). Der Familientradition folgend erlernte auch er den Gärtnerberuf und absolvierte von April 1810 bis Februar 1813 eine Ausbildung im Botanischen Garten Berlin. In den Befreiungskriegen gegen Napoleon schloss er sich als freiwilliger Gardejäger vom 15. Februar 1813 bis zum 11. Juli 1814 den Truppen der Verbündeten an, beteiligte sich an den Kämpfen bei Lützen, Bautzen, Dresden sowie der Völkerschlacht bei Leipzig und zog mit den alliierten Truppen am 31. März 1814 in Paris ein. Nach seiner Rückkehr aus Frankreich erhielt er von 1815 bis 1818 eine Gehilfenstelle auf der Pfaueninsel im Gartenrevier seines Onkels, des Hofgärtners Ferdinand Fintelmann, und nahm parallel dazu von 1816 bis 1818 als Gasthörer an Vorlesungen der Universität Berlin teil. Im Anschluss trat er seine Wanderjahre an, die ihn 1819/20 nach Wien, Italien, in die Schweiz, Bayern, Holland und England führte.
Zurück in Preußen legte Carl Fintelmann bei dem Gartenarchitekten Peter Joseph Lenné und dem Gartendirektor Johann Gottlob Schulze im Herbst 1820 eine Prüfung ab, um am preußischen Hof die Stelle eines Obergehilfen zu bekommen. Die Anstellung im Potsdamer Park Sanssouci erfolgte daraufhin am 1. Dezember des Jahres. Vier Jahre später wurde er als Nachfolger des verstorbenen Friedrich Nietner zum Hofgärtner ernannt und leitete vierzig Jahre das Revier am Neuen Palais mit Freundschaftstempel und Hopfengarten sowie das Gelände am Klausberg mit Belvedere und Drachenhaus bis zur nördlich gelegenen Teufelsbrücke bei Bornstedt. Im Jahr seiner Ernennung zum Hofgärtner 1824 heiratete er Caroline Rosalie Ballerstedt, die Tochter des Berliner Kaufmanns Carl Friedrich Ballerstedt und Urenkelin des Hofgärtners im Lustgartenrevier Charlottenburg Joachim Arndt Saltzmann. Aus der Ehe ging eine Tochter hervor.
Ein Jahr später übernahm Fintelmann zu seinen Hofgärtnerpflichten von 1825 bis 1839 ein Lehramt in der Königlichen Gärtner-Lehranstalt zu Schöneberg und Potsdam, an der er in den Fächern Obst- und Gemüsebau, Geschichte der Gartenkunst, Pomologie, Treiberei, Gewächshausbau, Botanik und Entomologie unterrichtete. Bereits mit Beginn seiner Tätigkeit als Hofgärtner wurde er im November 1824 zum Mitglied in der 1791 in Potsdam unter anderem von Johann Gottlob Schulze gegründeten Märkischen Ökonomischen Gesellschaft ernannt, die sich „nach dem Beispiele anderer ihrer Art, mit allen den Gegenständen, die zur Aufnahme und Beförderung der einheimisch-ländlichen und städtischen Nahrungsgeschäfte dienen […]“, beschäftigte und deren Aktivitäten im Austausch von Erfahrungen und der Publikation in Monatsheften bestand. 
Von den zahlreichen Aufgaben eines Hofgärtners galt seine besondere Vorliebe dem Obstanbau. Er betreute die Wein- und Pfirsichpflanzungen am Südhang unterhalb des Belvedere auf dem Klausberg und züchtete neue Rebsorten, von denen eine besonders erfolgreiche den Namen Lennés Ehre erhielt. Die Ergebnisse der Weintreiberei wurden immer wieder in Publikationen des Berliner Gartenbauvereins gelobt, in dem er Mitglied war. 1859 heißt es, dass „[…] die Trauben bei ihm eine solche Ausbildung [haben], daß fast alle Beeren zur Entwicklung und gleichmäßigen Reife kommen. Auf diese Weise erzieht Herr C. Fintelmann nicht selten Trauben, die ein Gewicht von 7–8 Pfund besitzen“. Mit seinen Erzeugnissen nahm er an den jährlich im Juni stattfindenden Ausstellungen des Gartenbauvereins teil und gehörte 1860 zu den Gründungsmitgliedern des Deutschen Pomologen-Vereins. Am 28. Januar 1864 wurde der inzwischen 69-jährige Fintelmann als Oberhofgärtner nach Charlottenburg berufen, wo er seinem 89-jährig verstorbenen Onkel Ferdinand Fintelmann im Amt nachfolgte. Zwei Jahre später starb auch er und fand in Potsdam seine letzte Ruhe.

## Publikationen
Als Mitglied des 1822 gegründeten „Vereins zur Beförderung des Gartenbaues in den Königlich Preußischen Staaten“, kurz „Berliner Gartenbauverein“, nahm Carl Fintelmann mit Beiträgen an den Versammlungen teil und publizierte seine Erfahrungen in den vereinseigenen Schriften „Verhandlungen des Vereins zur Beförderung des Gartenbaues in den Königlich Preußischen Staaten“, die bis 1848 das richtungsweisende Organ des deutschen Gartenbaus waren. Zu Carl Fintelmanns Veröffentlichungen aus dem gartenbaulich-technischen Themenbereich gehörten: 
- Vermehrung der Weinstöcke aus Senkreben, 1827
- Angabe des Verfahrens zum Aufbewahren der Früchte für die Königliche Tafel, 1827
- Beantwortung der Frage des Herrn Grafen v. Bismark im Betreff der Kelleresel (Oniscus Asellus L.), 1831
- Über den diesjährigen Raupenfraß in den Obstgärten, 1831
- Bemerkungen auf die Mittheilung des Herrn Dr. Lachmann zu Braunschweig über den unglücklichen Erfolg des Ringelschnitts beim Weinstöcke, 1835
- Anleitung zum zweckmäßigen Verpacken verschiedener Obstsorten bei Versendungen zu Wagen, 1835
- Om Podning i Almindelighed, 1837, in der Zeitschrift „Have-Tidende“ der dänischen Gesellschaft für Gartenkultur „Selskap til Haveculturens Fremme“
- Praktische Anleitung zur Fruchttreiberei, Potsdam 1837
- Vorsichtsmaßregeln, welche bei dem Bepflanzen der Landstraßen, Gärten und Höfe mit Obstbäumen, in Hinsicht des Klimas, der Lage und des Bodens zu beobachten sind, 1839
- Über zwei, dem Schneeballenstrauch (Viburnum Opulus roseum) schädliche Insekten, 1847
- Notizen über einige Vegetationsperioden verschiedener Früchte und Gemüse von gleichen Arten auf ein und demselben Standorte, während der Jahre 1841 bis 1852, 1853
- Bemerkungen zu einem Bericht über die Kartoffel- und Trauben-Krankheit, 1853
- Zweckmäßige Verpackung reifer Weintrauben bei entfernten Sendungen per Eisenbahn oder per Post, 1863

Zudem beteiligte sich Fintelmann an dem von Peter Joseph Lenné zwischen 1837 und 1842 herausgegebenen Nachschlagewerk „Handbibliothek für Gärtner und Liebhaber der Gärtnerei“, das den gärtnerischen Wissensstand der Zeit kurz und allgemeinverständlich wiedergab. 1839 erschienen von ihm in zwei Bänden Erkenntnisse über „Die Obstbaumzucht“ und in einem weiteren Band „Einige Worte über Anzucht und ferner Pflege der hochstämmigen Rosen“.